# No Way Man
„NO WAY MAN” – pięćdziesiąty czwarty singel japońskiego zespołu AKB48, wydany w Japonii 28 listopada 2018 roku przez You! Be Cool.
Singel został wydany w jedenastu edycjach: pięciu regularnych i pięciu limitowanych (Type A, Type B, Type C, Type D, Type E) oraz „teatralnej” (CD). Osiągnął 1 pozycję w rankingu Oricon i pozostał na liście przez 28 tygodni. Singel zdobył status płyty Milion.

## Lista utworów
Wszystkie utwory zostały napisane przez Yasushiego Akimoto.

### Type A
| CD | CD                                                                             | CD                            | CD                | CD      |
| Nr | Tytuł utworu                                                                   | Kompozycja                    | Aranżacja         | Długość |
| -- | ------------------------------------------------------------------------------ | ----------------------------- | ----------------- | ------- |
| 1. | „NO WAY MAN”                                                                   | Maesako Junya, Yasutaka.Ishio | APAZZI            |         |
| 2. | „Ike no mizu o nukitai” (jap. 池の水を抜きたい) (wyk. Ikenomizu Senbatsu)      | Kōji Gotō (ck510)             | Kōji Gotō (ck510) |         |
| 3. | „Wakari yasukute gomen” (jap. わかりやすくて ごめん) (wyk. PRODUCE48 Senbatsu) | CHOCOLATE MIX                 | CHOCOLATE MIX     |         |
| 4. | „NO WAY MAN” (off vocal ver.)                                                  | Maesako Junya, Yasutaka.Ishio | APAZZI            |         |
| 5. | „Ike no mizu o nukitai” (jap. 池の水を抜きたい) (off vocal ver.)               | Kōji Gotō (ck510)             | Kōji Gotō (ck510) |         |
| 6. | „Wakari yasukute gomen” (jap. わかりやすくて ごめん) (off vocal ver.)          | CHOCOLATE MIX                 | CHOCOLATE MIX     |         |

| DVD | DVD                                                                | DVD     |
| Nr  | Tytuł utworu                                                       | Długość |
| --- | ------------------------------------------------------------------ | ------- |
| 1.  | „NO WAY MAN” (Music Video)                                         |         |
| 2.  | „Ike no mizu o nukitai” (jap. 池の水を抜きたい) (Music Video)      |         |
| 3.  | „Wakari yasukute gomen” (jap. わかりやすくて ごめん) (Music Video) |         |

### Type B
| CD | CD                                                                        | CD                            | CD                | CD      |
| Nr | Tytuł utworu                                                              | Kompozycja                    | Aranżacja         | Długość |
| -- | ------------------------------------------------------------------------- | ----------------------------- | ----------------- | ------- |
| 1. | „NO WAY MAN”                                                              | Maesako Junya, Yasutaka.Ishio | APAZZI            |         |
| 2. | „Ike no mizu o nukitai” (jap. 池の水を抜きたい) (wyk. Ikenomizu Senbatsu) | Kōji Gotō (ck510)             | Kōji Gotō (ck510) |         |
| 3. | „Soredemo kanojo wa” (jap. それでも彼女は) (wyk. Otona Senbatsu 2018)     | Dai Murai                     | Dai Murai         |         |
| 4. | „NO WAY MAN” (off vocal ver.)                                             | Maesako Junya, Yasutaka.Ishio | APAZZI            |         |
| 5. | „Ike no mizu o nukitai” (jap. 池の水を抜きたい) (off vocal ver.)          | Kōji Gotō (ck510)             | Kōji Gotō (ck510) |         |
| 6. | „Soredemo kanojo wa” (jap. それでも彼女は) (off vocal ver.)               | Dai Murai                     | Dai Murai         |         |

| DVD | DVD                                                           | DVD     |
| Nr  | Tytuł utworu                                                  | Długość |
| --- | ------------------------------------------------------------- | ------- |
| 1.  | „NO WAY MAN” (Music Video)                                    |         |
| 2.  | „Ike no mizu o nukitai” (jap. 池の水を抜きたい) (Music Video) |         |
| 3.  | „Soredemo kanojo wa” (jap. それでも彼女は) (Music Video)      |         |

### Type C
| CD | CD                                                                                  | CD                            | CD                | CD      |
| Nr | Tytuł utworu                                                                        | Kompozycja                    | Aranżacja         | Długość |
| -- | ----------------------------------------------------------------------------------- | ----------------------------- | ----------------- | ------- |
| 1. | „NO WAY MAN”                                                                        | Maesako Junya, Yasutaka.Ishio | APAZZI            |         |
| 2. | „Ike no mizu o nukitai” (jap. 池の水を抜きたい) (wyk. Ikenomizu Senbatsu)           | Kōji Gotō (ck510)             | Kōji Gotō (ck510) |         |
| 3. | „Ohayō kara hajimaru sekai” (jap. おはようから始まる世界) (wyk. U-19 Senbatsu 2018) | Shūho Mitani                  | Shūho Mitani      |         |
| 4. | „NO WAY MAN” (off vocal ver.)                                                       | Maesako Junya, Yasutaka.Ishio | APAZZI            |         |
| 5. | „Ike no mizu o nukitai” (jap. 池の水を抜きたい) (off vocal ver.)                    | Kōji Gotō (ck510)             | Kōji Gotō (ck510) |         |
| 6. | „Ohayō kara hajimaru sekai” (jap. おはようから始まる世界) (off vocal ver.)          | Shūho Mitani                  | Shūho Mitani      |         |

| DVD | DVD                                                                     | DVD     |
| Nr  | Tytuł utworu                                                            | Długość |
| --- | ----------------------------------------------------------------------- | ------- |
| 1.  | „NO WAY MAN” (Music Video)                                              |         |
| 2.  | „Ike no mizu o nukitai” (jap. 池の水を抜きたい) (Music Video)           |         |
| 3.  | „Ohayō kara hajimaru sekai” (jap. おはようから始まる世界) (Music Video) |         |

### Type D
| CD | CD                                                                        | CD                            | CD                | CD      |
| Nr | Tytuł utworu                                                              | Kompozycja                    | Aranżacja         | Długość |
| -- | ------------------------------------------------------------------------- | ----------------------------- | ----------------- | ------- |
| 1. | „NO WAY MAN”                                                              | Maesako Junya, Yasutaka.Ishio | APAZZI            |         |
| 2. | „Ike no mizu o nukitai” (jap. 池の水を抜きたい) (wyk. Ikenomizu Senbatsu) | Kōji Gotō (ck510)             | Kōji Gotō (ck510) |         |
| 3. | „Saikyō Twintail” (jap. 最強ツインテール) (wyk. U-16 Senbatsu 2018)       | Yūsuke Itagaki                | Yūsuke Itagaki    |         |
| 4. | „NO WAY MAN” (off vocal ver.)                                             | Maesako Junya, Yasutaka.Ishio | APAZZI            |         |
| 5. | „Ike no mizu o nukitai” (jap. 池の水を抜きたい) (off vocal ver.)          | Kōji Gotō (ck510)             | Kōji Gotō (ck510) |         |
| 6. | „Saikyō Twintail” (jap. 最強ツインテール) (off vocal ver.)                | Yūsuke Itagaki                | Yūsuke Itagaki    |         |

| DVD | DVD                                                           | DVD     |
| Nr  | Tytuł utworu                                                  | Długość |
| --- | ------------------------------------------------------------- | ------- |
| 1.  | „NO WAY MAN” (Music Video)                                    |         |
| 2.  | „Ike no mizu o nukitai” (jap. 池の水を抜きたい) (Music Video) |         |
| 3.  | „Saikyō Twintail” (jap. 最強ツインテール) (Music Video)       |         |

### Type E
| CD | CD                                                                        | CD                            | CD                | CD      |
| Nr | Tytuł utworu                                                              | Kompozycja                    | Aranżacja         | Długość |
| -- | ------------------------------------------------------------------------- | ----------------------------- | ----------------- | ------- |
| 1. | „NO WAY MAN”                                                              | Maesako Junya, Yasutaka.Ishio | APAZZI            |         |
| 2. | „Ike no mizu o nukitai” (jap. 池の水を抜きたい) (wyk. Ikenomizu Senbatsu) | Kōji Gotō (ck510)             | Kōji Gotō (ck510) |         |
| 3. | „Yume e no Process” (jap. 夢へのプロセス) (wyk. AiKaBu Senbatsu)          | Kazuya Matsumoto              | Makoto Wakatabe   |         |
| 4. | „NO WAY MAN” (off vocal ver.)                                             | Maesako Junya, Yasutaka.Ishio | APAZZI            |         |
| 5. | „Ike no mizu o nukitai” (jap. 池の水を抜きたい) (off vocal ver.)          | Kōji Gotō (ck510)             | Kōji Gotō (ck510) |         |
| 6. | „Yume e no Process” (jap. 夢へのプロセス) (off vocal ver.)                | Kazuya Matsumoto              | Makoto Wakatabe   |         |

| DVD | DVD                                                           | DVD     |
| Nr  | Tytuł utworu                                                  | Długość |
| --- | ------------------------------------------------------------- | ------- |
| 1.  | „NO WAY MAN” (Music Video)                                    |         |
| 2.  | „Ike no mizu o nukitai” (jap. 池の水を抜きたい) (Music Video) |         |
| 3.  | „Yume e no Process” (jap. 夢へのプロセス) (Music Video)       |         |

### Wer. teatralna
| CD | CD                                                                        | CD                            | CD                | CD      |
| Nr | Tytuł utworu                                                              | Kompozycja                    | Aranżacja         | Długość |
| -- | ------------------------------------------------------------------------- | ----------------------------- | ----------------- | ------- |
| 1. | „NO WAY MAN”                                                              | Maesako Junya, Yasutaka.Ishio | APAZZI            |         |
| 2. | „Ike no mizu o nukitai” (jap. 池の水を抜きたい) (wyk. Ikenomizu Senbatsu) | Kōji Gotō (ck510)             | Kōji Gotō (ck510) |         |
| 3. | „Mimi o fusage!” (jap. 耳を塞げ！) (wyk. Team Nice Fight)                 | SaSA                          | SaSA              |         |
| 4. | „NO WAY MAN” (off vocal ver.)                                             | Maesako Junya, Yasutaka.Ishio | APAZZI            |         |
| 5. | „Ike no mizu o nukitai” (jap. 池の水を抜きたい) (off vocal ver.)          | Kōji Gotō (ck510)             | Kōji Gotō (ck510) |         |
| 6. | „Mimi o fusage!” (jap. 耳を塞げ！) (off vocal ver.)                       | SaSA                          | SaSA              |         |

## Skład zespołu
| „NO WAY MAN” |
| --- |
| Ta piosenka została wykonywana m.in. przez japońskie finalistki programu Produce 48. Rino Sashihara nie wystąpiła w teledysku. - AKB48 Team A: Miho Miyazaki (15.), Mion Mukaichi, Yui Yokoyama - AKB48 Team B: Juri Takahashi (16.), Miyu Takeuchi (17.) - AKB48 Team B / NGT48 Team NIII: Yūki Kashiwagi - AKB48 Team 4: Mizuki Yamauchi - AKB48 Team 4 / STU48: Nana Okada - AKB48 Team 8 / AKB48 Team A: Rin Okabe, Yui Oguri, Miu Shitao (18.) - AKB48 Team 8 / AKB48 Team K: Narumi Kuranoo - SKE48 Team E: Maya Sugawara, Akari Suda - NMB48 Team M: Miru Shiroma (20.) - HKT48 Team H: Sashihara Rino, Tanaka Miku - NGT48 Team NIII: Yuka Ogino - NGT48 Team G: Rika Nakai - STU48: Yumiko Takino - IZ*ONE: Sakura Miyawaki (2., środek), Nako Yabuki (6.), Hitomi Honda (9.) |

| „Ike no mizu o nukitai” |
| --- |
| - Team A: Rena Katō, Rei Nishikawa - Team K: Haruka Komiyama, Minami Minegishi - Team B: Shizuka Ōya (środek), Yukari Sasaki, Megu Taniguchi, Ayu Yamabe - Team 8 / Team B: Nao Ōta |

| „Wakari yasukute gomen” |
| --- |
| Ta piosenka została wykonywana przez japońskie uczestniczki programu Produce 48, wyeliminowane podczas drugiego i trzeciego etapu. - AKB48 Team A: Gotō Moe (24., środek), Erii Chiba (33.) - AKB48 Team K: Mako Kojima (34.), Tōmu Muto (38.) - AKB48 Team B: Saho Iwatate (40.), Chiyori Nakanishi (37.) - AKB48 Team 4: Nanami Asai (42.) - AKB48 Kenkyūsei: Minami Satō (39.) - NMB48 Team BII: Sae Murase (22., środek) - HKT48 Team KIV: Aoi Motomura (52.) - HKT48 Team TII: Misaki Aramaki (49.), Bibian Murakawa (45.) - NGT48 Team NIII: Noe Yamada (41.) |

| „Soredemo kanojo wa” |
| --- |
| - AKB48 Team 4: Kaori Inagaki, Yuiri Murayama (środek) - AKB48 Team 8 / AKB48 Team K: Erina Oda - AKB48 Team 8 / AKB48 Team B: Shiori Satō - AKB48 Team 8 / AKB48 Team 4: Momoka Ōnishi - SKE48 Team S: Kitagawa Ryōha - SKE48 Team KII: Mina Ōba, Sarina Sōda, Nao Furuhata - NMB48 Team M: Nagisa Shibuya, Akari Yoshida - HKT48 Team KIV: Hirona Unjō, Madoka Moriyasu - NGT48 Team NIII: Marina Nishigata - NGT48 Team G: Maho Yamaguchi - STU48: Kōko Tanaka |

| „Ohayō kara hajimaru sekai” |
| --- |
| - AKB48 Team A: Ayaka Maeda - AKB48 Team B: Seina Fukuoka - AKB48 Team 8 / AKB48 Team A: Hijiri Tanikawa - AKB48 Team 8 / AKB48 Team K: Yui Yokoyama - AKB48 Team 8 / AKB48 Team 4: Yurina Gyōten, Nagisa Sakaguchi (środek) - AKB48 Kenkyūsei: Maho Omori - SKE48 Team KII: Ōta Ayaka - NMB48 Team BII: Yūri Ōta, Rei Jōnishi - HKT48 Team H: Aki Toyonaga - HKT48 Team TII: Hana Matsuoka, Hinata Matsumoto - NGT48 Team NIII: Minami Katō, Moeka Takakura - NGT48 Team G: Hinata Honma - STU48: Fū Yabushita - STU48 Kenkyūsei: Mai Nakamura |

| „Saikyō Twintail” |
| --- |
| - AKB48 Team A: Kurumi Suzuki, Manaka Taguchi - AKB48 Team B: Satone Kubo - AKB48 Team 8 / AKB48 Team K: Kyōka Yamada - AKB48 Kenkyūsei: Moeka Yahagi (środek) - SKE48 Team KII: Yuna Obata - SKE48 Team E: Ōka Suenaga - NMB48 Team N: Cocona Umeyama, Ayaka Yamamoto - HKT48 Team TII: Tomoka Takeda - HKT48 Kenkyūsei: Akari Watanabe - NGT48 Team G: Tsugumi Oguma - STU48: Chiho Ishida, Ayumi Ichioka, Hina Iwata, Miyuna Kadowaki |

| „Yume e no Process” |
| --- |
| Ta piosenka została wykonywana przez szesnaście najlepszych członkiń eventu AiKaBu. - AKB48 Team A: Ayana Shinozaki (16.), Manaka Taguchi (7.) - AKB48 Team B: Seina Fukuoka (1., środek) - AKB48 Team 4: Nanami Asai (6.), Mizuki Yamauchi (5.) - AKB48 Team 8 / AKB48 Team A: Yui Oguri (10.) - AKB48 Team 8 / AKB48 Team K: Erina Oda (4.) - AKB48 Team 8 / AKB48 Team 4: Serika Nagano (3.) - AKB48 Kenkyūsei: Minami Satō (8.) - NMB48 Team N: Karin Kojima (14.) - NMB48 Team BII: Mion Nakagawa (9.) - NGT48 Team NIII: Yuka Ogino (2.), Moeka Takakura (13.) - NGT48 Team G: Riko Sugahara (12.), Fuka Murakumo (15.), Maho Yamaguchi (11.) |

| „Mimi o fusage!” |
| --- |
| Ta piosenka została wykonywana przez japońskie uczestniczki programu Produce 48, wyeliminowane podczas pierwszego etapu. - AKB48 Team A: Ayana Shinozaki (91.) - AKB48 Team K: Manami Ichikawa (81.), Shinobu Mogi (63.) - AKB48 Team 8 / AKB48 Team K: Erina Oda (64.), Ikumi Nakano (59., środek) - AKB48 Team 8 / AKB48 Team 4: Serika Nagano (77.) - SKE48 Team E: Yūka Asai (85.) - NMB48 Team N: Kokoro Naiki (87.) - NMB48 Team M: Yūka Katō (74.) - HKT48 Team H: Natsumi Matsuoka (67.) - HKT48 Team KIV: Mina Imada (76.) - HKT48 Team TII: Sae Kurihara (83.) - NGT48 Team G: Rena Hasegawa (71.) |

## Notowania
| Lista                             | Pozycja |
| --------------------------------- | ------- |
| Oricon Weekly Singles Chart       | 1       |
| Oricon Yearly Singles Chart       | 5       |
| Billboard Japan Hot 100           | 1       |
| Billboard Japan Hot Singles Sales | 1       |

## Sprzedaż
| Dane wg         | Sprzedaż   |
| --------------- | ---------- |
| Oricon          | 1 236 786  |
| Billboard Japan | 1 384 997+ |